# Jussy (Aisne)
Jussy es una comuna francesa situada en el departamento de Aisne, de la región de Alta Francia.

## Geografía
Está ubicada a 15 km al sur de San Quintín.

## Demografía
| 1 168 | 1 094 | 1 242 | 1 194 | 1 247 | 1 289 | 1 244 | 1 232 |
| Para los censos de 1962 a 1999 la población legal corresponde a la población sin duplicidades (Fuente: INSEE [Consultar]) |       |       |       |       |       |       |       |